# Kesselspitze (Stubaier Alpen)
Die Kesselspitze ist mit 2728 m ü. A. Höhe ein Berg in den Stubaier Alpen in Tirol. Sie liegt zwischen dem Gschnitztal im Südosten und dem Stubaital im Nordwesten. Sie ist nur geringfügig höher als der wesentlich bekanntere Gipfel der Serles, welcher nordöstlich der Kesselspitze liegt.

## Anstiege
Der Gipfel kann von Süden und Norden bestiegen werden, wobei der Aufstieg über das Stubaital deutlich steiler ist. Von der Kesselspitze besteht die Möglichkeit, zur Serles oder dem Padasterjochhaus zu gelangen. Vom Stubaital aus startet der steile Anstieg in Kampl, einem Ortsteil von Neustift im Stubaital. Der Weg bietet keine technischen Schwierigkeiten, ist aber durchgehend sehr steil. Der Aufstieg dauert hierbei für durchschnittliche Wanderer 4 bis 5 Stunden. Auf der anderen Seite des Berges beginnt der Anstieg beim Wallfahrtsort Maria Waldrast und zieht sich über steile Wiesen bis hoch zum Gipfel. Im Winter ist diese Variante auch für Skitourengeher geeignet.